# Leopold Blonder
Leopold Blonder (1. Juli 1893 in Wien, Österreich-Ungarn – 17. September 1932 in Innsbruck, Österreich) war ein österreichischer Filmarchitekt und Regisseur beim deutschen Film.

## Leben
Blonder betrieb in Wien Architektur-Studien, bevor er etwa 1918 für die Produktionsfirma des Oskar Messter zu arbeiten begann. Im September 1921 wechselte er von Wien nach Freiburg im Breisgau. Dort lernt er den renommierten Bergfilm-Spezialisten Arnold Fanck kennen. Für Fanck stattete er die Filme Der Berg des Schicksals und Der heilige Berg aus. Danach wechselte er für fünf Jahre nach Berlin. Zum Anfang des Tonfilms kehrte er erneut zu Fanck zurück. Zudem war er Filmarchitekt für Leni Riefenstahl und Luis Trenker. Er starb mit 41 Jahren völlig unerwartet an einer typhusähnlichen Krankheit.

## Filmografie (Auswahl)
als Filmarchitekt, wenn nicht anders angegeben
- 1921: Moritz, der Träumer. Wie sich Moritz die Erschaffung der Welt vorstellt (Regie)
- 1921: Der große Boxkampf Dempsey – Carpentier (Regie)
- 1922: Ali-Baba und die 40 Räuber (Regie)
- 1922: Fußballwettspiel Erde – Mars (Regie)
- 1922: Chufu (Regie)
- 1922: Auf rauschender Fahrt. Ein Segelsportfilm und was Operateur Huckebein bei seiner Aufnahme erlebte (Regie)
- 1924: Der Berg des Schicksals
- 1926: Der heilige Berg
- 1927: Überfall
- 1927: Manege
- 1927: Der Fluch der Vererbung
- 1927: Ramper, der Tiermensch
- 1928: Ariadne in Hoppegarten
- 1928: Die Abenteurer G.m.b.H.
- 1928: Gaunerliebchen
- 1928: Ritter der Nacht
- 1928: Seine Mutter
- 1929: Der Weg durch die Nacht
- 1929: Peter, der Matrose
- 1929: Madame Lu, die Frau für diskrete Beratung
- 1929: Die Garde-Diva
- 1929: Alimente
- 1929: Die Todesfahrt im Weltrekord
- 1930: Stürme über dem Mont Blanc
- 1930: Zwei Menschen
- 1931: Berge in Flammen / Les monts en flammes
- 1931: Der weiße Rausch. Neue Wunder des Schneeschuhs
- 1932: Der Rebell
- 1932: The Rebel (US-Fassung des vorhergehenden Films)
- 1932: Der Knalleffekt
- 1932: Die Tänzerin von Sanssouci
- 1932: Das blaue Licht